# Llengües kiptxak
Les llengües kiptxak o turqueses nord-occidentals constitueixen una de les principals branques de la família turquesa que compta amb uns 22 milions de parlants en una àrea que s'estén des de Lituània fins a la Xina.

## Classificació
Les kiptxak es classifiquen internament en tres grups, basats en criteris geogràfics i característiques compartides:
- Kiptxak-bolgar (kiptxak uralià o uralocaspià), que inclou el baixkir i el tàtar (que engloba el tàtar siberià, tàtar Misar o occidental, tàtar d'Astracan, tàtar de Baraba, etc.)
- Kiptxak-cumà (kiptxak pontocaspià), que inclou el karatxai, el kumyk, el Karaïm, el krimtxak, l'extint cumà i el kiptxak, pròpiament dit. L'urum i el tàtar de Crimea potser van tenir una base kiptxak-cumana, però han estat severament influïts pel turc oguz.
- Kiptxak-nogai (kiptxak aralocaspià), que inclou el kazakh, el karakalpak, i el Nogai (o tàtar Nogai).
- Kirguís-kiptxak que inclou el kirguís, i l'altai.

La llengua emprada pels mamelucs d'Egipte sembla haver estat una llengua kiptxak, probablement pertanyent al grup kiptxak-nogai.

## Descripció lingüística
Les llengües kiptxak comparteixen certes característiques comunes que permeten classificar-les juntes. Algunes característiques són compartides per altres llengües turqueses, encara que altres són exclusives del grup kiptxak.

### Característiques compartides amb altres grups
- Canvi de la /*d/ del proto-túrquic a /j/ (e.g. * hadaq > ajaq 'peu').
- Pèrdua de la /*h/ inicial (preservada només en khalaj)

### Característiques exclusives del grup
- Ús extensiu de l'harmonia vocàlica associada a l'arrodoniment vocàlic (e.g. olor vs. olar 'els (pron,)')
- Reforçament de la */j/ inicial (e.g. * jetti > ʒetti 'set')
- Diftongació en síl·laba final de */ɡ/ i */b/ (e.g. * taɡ > taw 'muntanya', * sub > suw 'aigua')

### Comparació lèxica
Els numerals en diferents llengües turqueses nord-occidentals són:
| GLOSA | Kiptxak-bolgar | Kiptxak-bolgar | Kiptxak-bolgar | Kiptxak-cumà | Kiptxak-cumà | Kiptxak-cumà    | Kiptxak-nogai | Kiptxak-nogai | Kiptxak-nogai | Kirguís-kiptxak | Kirguís-kiptxak | PROTO- KIPTXAK |
| GLOSA | Baixkir        | Txulim         | Tàtar          | Karaïm       | Kumyk        | Karatxai-balkar | Karakalpak    | Kazakh        | Nogai         | Kirguís         | Altai           | PROTO- KIPTXAK |
| ----- | -------------- | -------------- | -------------- | ------------ | ------------ | --------------- | ------------- | ------------- | ------------- | --------------- | --------------- | -------------- |
| '1'   | bĕr            | pir            | ber            | bir          | bɨr          | bir             | bɪr           | bɘr           | bir           | bir             |                 | *bir           |
| '2'   | ikĕ            | igi ĭkĭ        | ike            | æki          | ɛki          | eki             | ʲekɪ          | ʲɘkɘ          | eki           | eki             |                 | *ẹki           |
| '3'   | ɵ̆s             | yʧ             | ɵɕ             | yʧ           | yç           | yʧ              | ʏʃ            | ʉʃ            | yʃ            | yʧ              |                 | *yʧ *üč        |
| '4'   | dyrt           | tørt           | dyrt           | dʲortʲ       | dərt         | tørt            | tørt          | tyʉ̯ɾt         | dørt          | tœɾt            |                 | *dørt *dört    |
| '5'   | biʃ            | pes            | biʃ            | bʲæʃ         | bɛʃ          | beʃ             | bes           | bʲɘs          | bes           | beʃ             |                 | *beʃ *beš      |
| '6'   | ɑltɯ̆           | ɑltɯ           | altɤ           | ɑltɯ         | ɑltə         | ɑltɯ            | altɨ          | ɑltə          | ɑltɨ          | ɑltɯ            |                 | *ɑltɯ *altı    |
| '7'   | jĕtĕ           | jedi jættĭ     | ʑide           | jædi         | jetti        | ʤeti            | ʒetɪ          | ʒʲɘtɘ         | jeti          | ʤeti            |                 | *ʤetti *jetti  |
| '8'   | higĕð          | segiz sɛgĭz    | siɡez          | sʲægiz       | sɛgiz        | segiz           | segɪz         | sʲɘɣɘz        | segiz         | seɣiz           |                 | *segiz         |
| '9'   | toɣɯ̆ð          | toʁuz          | tuɢɤz          | toɣuz        | tɔʁʊz        | toguz           | toɣɨz         | tʷʊʁəz        | toʁɨz         | toʁuz           |                 | *toʁuz *toɣuz  |
| '10'  | un             | on             | un             | on           | ɔn           | on              | ʷon           | ʷʊn           | on            | on              |                 | *on            |